# Hexan
Hexan (hexane) là một hydrocarbon nhóm alkan có công thức CH3(CH2)4CH3. Chữ "hex" nghĩa là có 6 nguyên tử carbon trong công thức cấu tạo, còn chữ "an" cho biết các carbon này liên kết với nhau bằng liên kết đơn.

## Tính chất và ứng dụng
Tan trong ethanol, ether, aceton; không tan trong nước. Có trong dầu mỏ. Dùng làm dung môi; để pha loãng sơn; làm môi trường phản ứng polymer hoá. Khi reforming, có thể chuyển thành benzen. Là một thành phần không mong muốn của xăng vì có chỉ số octan thấp.

## Đồng phân
Hexan có tất cả năm đồng phân
- Hexan mạch thẳng
- 2-methylpentan
- 3-methylpentan
- 2,2-dimethylbutan
- 2,3-dimethylbutan